# Bolchoï Oussouriisk
L'île Bolchoï Oussouriisk (en russe : о́стров Большо́й Уссури́йский, ostrov Bolchoï Oussouriiski, ou Heixiazi (chinois simplifié : 黑瞎子岛 ; chinois traditionnel : 黑瞎子島 ; pinyin : Hēixiāzi Dǎo ; litt. « île de l'ours noir »,), est une île sédimentaire au confluent des fleuves Oussouri et Amour.
Elle est divisée entre la république populaire de Chine (RPC) et la Russie. L'île proprement dite a une superficie d'environ 260 km2 et est étroitement délimitée par l'île de Yinlong (île Tarabarov) et plus de quatre-vingt-dix îlots (en chinois, Heixiazi peut se référer uniquement à la grande île ou au groupe d'îles collectivement). L'ensemble des îles couvre une superficie d'environ 327 à 350 km2. Sa position au confluent de l'Amour et de l'Oussouri et juste à côté de la grande ville russe de Khabarovsk, lui a donné une grande importance stratégique.

## Histoire

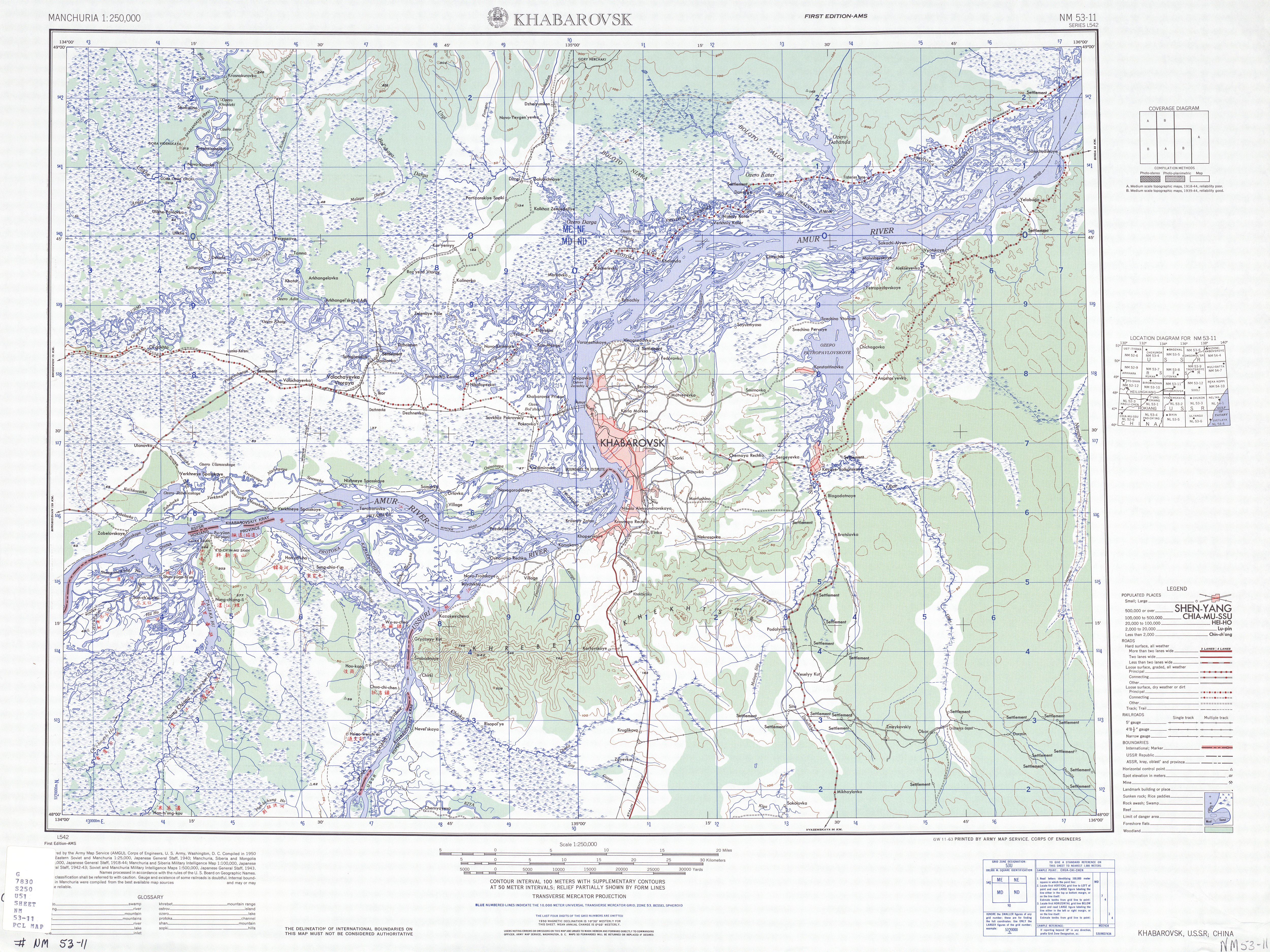
Carte du secteur de Khabarovsk incluant l'île Bolchoï Oussouriisk (marquée BOUNDARY IN DISPUTE) (Army Map Service, 1950).

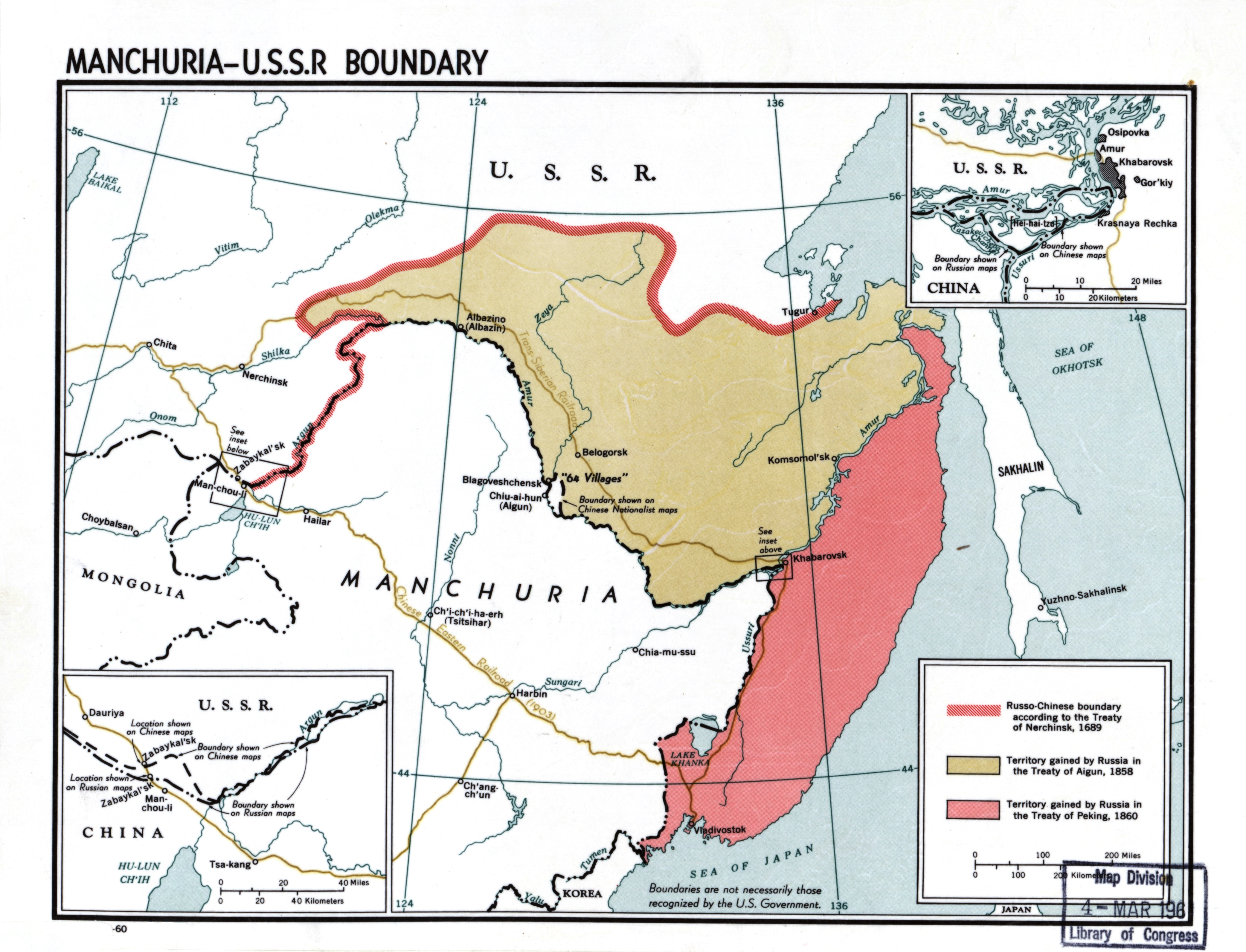
Carte de la frontière Chine-URSS avec un encart montrant les limites revendiquées autour de l'île Bolchoï Oussouriisk.

La convention de Pékin de 1860 stipulait que la frontière entre la Russie et la Chine s'étendait le long du fleuve Amour et de la rivière Oussouri. En tant que telle, l'île au confluent de l'Amour et de l'Oussouri était chinoise. Jusqu'en 2004, l'île Bolchoï Oussouriisk était le site d'un différend territorial entre la Chine et la Russie. L'Union soviétique a occupé de force les îles Bolchoï Oussouriisk et Yinlong à la suite du conflit sino-soviétique de 1929, mais cela n'a pas été accepté par la Chine. Alors que la Russie gouvernait les îles en tant que partie du kraï de Khabarovsk, la Chine les revendiquait en tant que partie du xian de Fuyuan, province du Heilongjiang ; la partie la plus orientale de la Chine.
La difficulté de régler ce différend impliquait des intérêts concurrents entre la Russie et la Chine. Le règlement de la frontière selon les lignes revendiquées par la Chine aurait soumis des parties colonisées de la ville de Khabarovsk à la gamme d'artillerie mise en place à Heixiazi. Cependant, en occupant toute l'île, la Russie a contrôlé l'intégralité des voies navigables de l'Amour et de l'Oussouri et a donné à Khabarovsk une zone tampon confortable. Pendant leur contrôle de l'île, la Russie a refusé aux bateaux chinois l'accès de la navigation à l'Amour et à l'Oussouri.
Le 14 octobre 2004, l'accord complémentaire entre la république populaire de Chine et la fédération de Russie sur la partie orientale de la frontière sino-russe a été signé, dans lequel la Russie a accepté de renoncer au contrôle de l'île de Yinlong/Tarabarov et de la moitié environ de l'île Bolchoï Oussouriisk,. En retour, la Chine a accepté de retirer toutes ses revendications territoriales sur le reste de l'île Bolchoï Oussouriisk détenu par la Russie et a reçu le droit de naviguer sur les navires le long du chenal principal de l'Amour. Les deux pays ont réglé par cette transaction le dernier contentieux terrestre sur leur frontière commune.
En 2011, l'île s'est ouverte aux touristes, les gouvernements chinois et russe prévoyant de poursuivre son développement en tant que destination touristique.
En 2023, La Chine a publié une carte qui semble réviser ses frontières territoriales pour revendiquer de vastes étendues de territoire appartenant à ses voisins, notamment l'île de Bolchoï Oussouriisk dans sa totalité,,.
La porte-parole du ministère russe des Affaires étrangères, Maria Zakharova, a rejeté toute suggestion de réouverture du conflit territorial, qui, selon elle, avait été réglé par des accords bilatéraux il y a plus de 15 ans.

## Géographie

Îles Bolchoï Oussouriisk et Tarabarov. La superficie totale de ces territoires dans la région de Khabarovsk est d'environ 340 km2. Les deux tronçons représentent moins de 2 % de la frontière sino-russe, qui s'étend sur quelque 4250 km et constitue l'une des plus longues frontières terrestres de la planète.

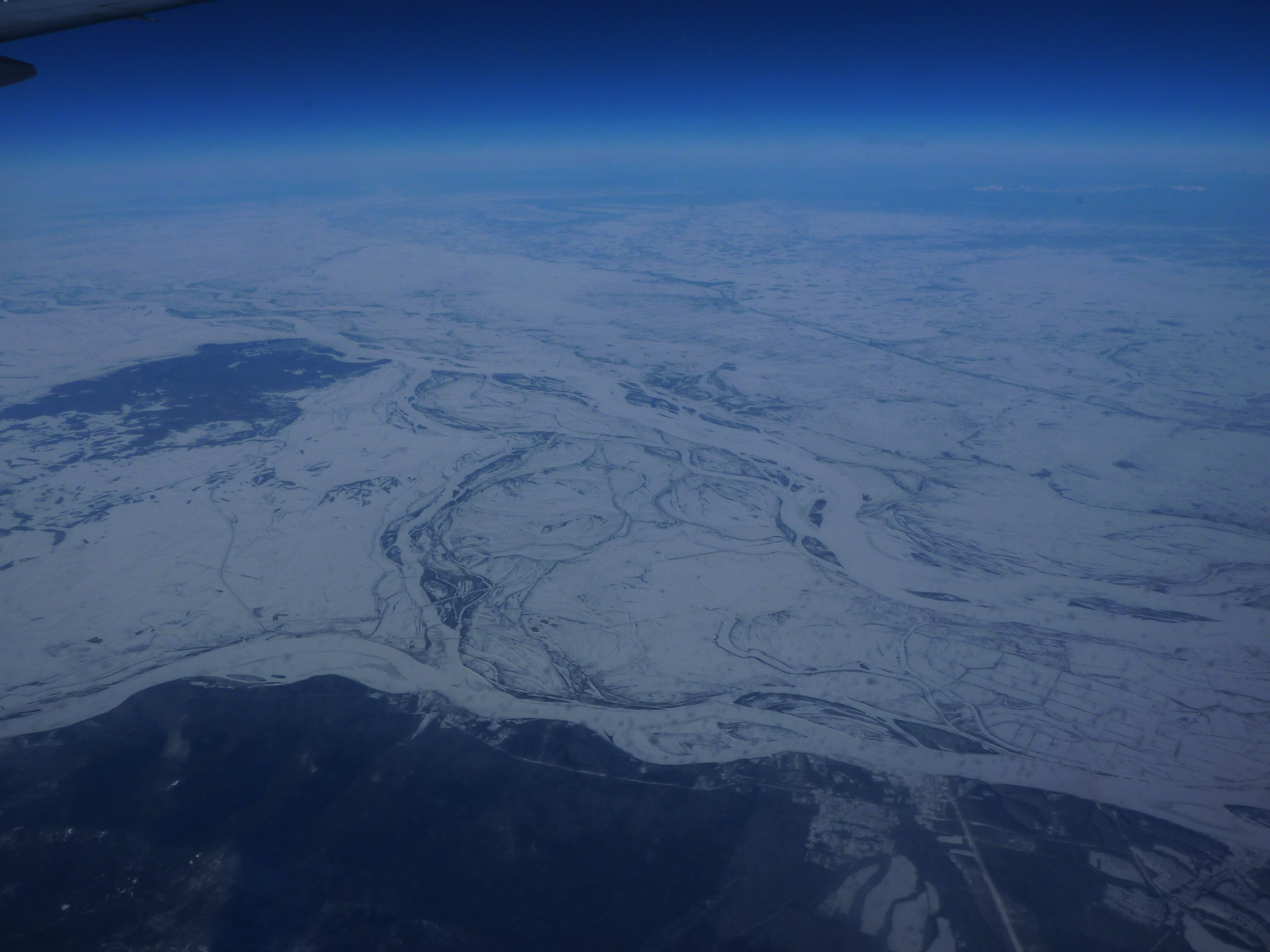
L'île Yinlong (île Tarabarov) (juste au-dessus du centre de l'image) et l'île Bolchoï Oussouriisk (Heixiazi) (s'étend du centre de l'image au bord droit du cadre). La frontière internationale est visible sur l'image sous la forme d'une ligne diagonale (par rapport à son affichage sur Google Maps).

La section chinoise de l'île fait partie du xian de Fuyuan, province du Heilongjiang. La section russe fait partie du  raïon de Khabarovsk du kraï de Khabarovsk.

### Accord entre la Russie et la république populaire de Chine
En 2005, la Douma d'État russe et l'Assemblée nationale populaire chinoise ont approuvé l'accord. Le 21 juillet 2008, un accord est signé à Pékin par les ministres chinois et russe des Affaires étrangères, qui finalise la démarcation de la frontière et met officiellement fin aux négociations. En vertu de l'accord, la Russie céderait environ 174 km2 de territoire à la Chine.
Le transfert a lieu le 14 octobre 2008.
La zone transférée en Chine est en grande partie inhabitée.
La partie chinoise de l'île est située dans le district de la ville de Fuyuan dans la province du Heilongjiang, le comté le plus à l'est de la Chine.

### Controverse
L'accord a rencontré une controverse des deux côtés de la frontière. En mai 2005, les cosaques de Khabarovsk ont manifesté contre la perte de la moitié de Bolchoï Oussouriisk. En retour, certains commentateurs chinois, en particulier les médias à Hong Kong, à Taïwan et à l'étranger qui échappent au contrôle de la censure du gouvernement de la RPC, ont critiqué le gouvernement de la RPC pour avoir signé l'accord, qu'ils considéraient comme scellant comme définitive la perte de l'ancien territoire chinois, comme la Mandchourie extérieure, en Russie.
Le gouvernement de la république de Chine à Taïwan n'a jamais reconnu les traités frontaliers signés par la RPC avec d'autres pays. Par conséquent, la ROC (Republic of China) revendique toujours formellement toutes les parties des îles Heixiazi.
Selon un article publié en 2002 par Akihiro Iwashita, spécialiste japonais des relations slaves, « la plupart des élites locales de Khabarovsk, en particulier des militaires, considéraient les îles d'importance stratégique puisqu'elles clôturaient Khabarovsk depuis la Chine. Si la frontière avait été tracée, en s’appuyant sur le "principe du canal principal", les deux îles seraient passées à la Chine. C'est pourquoi l'Union soviétique a insisté sur l'exception juridique des deux îles dans ses négociations avec la Chine à la fin des années 1980, tout en renforçant son contrôle de facto sur ces îles ».

## Réserve naturelle
En 2015, la république populaire de Chine a enregistré l'île comme réserve naturelle pour protéger la biodiversité et héberger 505 espèces de flore et 351 espèces de faune, dont 44 sont des espèces protégées au niveau national, dont le tigre de Sibérie.
Il y a un « parc aux ours » pour contenir les ours noirs sur l'île.